# Som Identitaris
Som Identitaris (SOMI) és un partit polític català unionista i d'extrema dreta creat el juliol del 2016 d'una escissió de Plataforma per Catalunya (PxC) encapçalada per Josep Anglada.
A les eleccions municipals de 2019 va obtenir representació a l'ajuntament de Manlleu amb un únic regidor, Paco Zambrana. Som Identitaris es va presentar a quatre poblacions més: Roses, Badalona, El Vendrell i Vic, sense obtenir, però, representació. Josep Anglada, que es presentava a les eleccions per Vic, fou inhabilitat dos mesos abans de les eleccions municipals de 2019 per haver amenaçat un militant d'Arran quan aquest era menor d'edat.

## Resultats electorals
| \| Municipi \| Comarca \| Alcaldable \| Vots \| % \| Regidors \| Govern \| \| ----------- \| ----------- \| ----------------------------- \| ---- \| --- \| -------- \| -------- \| \| Manlleu \| Osona \| Paco Zambrana Tinoco \| 524 \| 6,3 \| 1 / 21 \| Oposició \| \| Roses \| Alt Empordà \| Jose Antonio Blazquez Jimenez \| 302 \| 4,4 \| 0 / 17 \| - \| \| Vic \| Osona \| Marta Riera Camps \| 511 \| 2,9 \| 0 / 21 \| - \| \| El Vendrell \| Alt Penedès \| Juan Manuel Carrasco Carrión \| 297 \| 2,0 \| 0 / 21 \| - \| \| Badalona \| Barcelonès \| Pedro Jose Abril Yepes \| 61 \| 0,1 \| 0 / 21 \| - \| |             |                               |      |     |          |          |
| Municipi | Comarca     | Alcaldable                    | Vots | %   | Regidors | Govern   |
| Manlleu | Osona       | Paco Zambrana Tinoco          | 524  | 6,3 | 1 / 21   | Oposició |
| Roses | Alt Empordà | Jose Antonio Blazquez Jimenez | 302  | 4,4 | 0 / 17   | -        |
| Vic | Osona       | Marta Riera Camps             | 511  | 2,9 | 0 / 21   | -        |
| El Vendrell | Alt Penedès | Juan Manuel Carrasco Carrión  | 297  | 2,0 | 0 / 21   | -        |
| Badalona | Barcelonès  | Pedro Jose Abril Yepes        | 61   | 0,1 | 0 / 21   | -        |

| Municipi    | Comarca     | Alcaldable                    | Vots | %   | Regidors | Govern   |
| ----------- | ----------- | ----------------------------- | ---- | --- | -------- | -------- |
| Manlleu     | Osona       | Paco Zambrana Tinoco          | 524  | 6,3 | 1 / 21   | Oposició |
| Roses       | Alt Empordà | Jose Antonio Blazquez Jimenez | 302  | 4,4 | 0 / 17   | -        |
| Vic         | Osona       | Marta Riera Camps             | 511  | 2,9 | 0 / 21   | -        |
| El Vendrell | Alt Penedès | Juan Manuel Carrasco Carrión  | 297  | 2,0 | 0 / 21   | -        |
| Badalona    | Barcelonès  | Pedro Jose Abril Yepes        | 61   | 0,1 | 0 / 21   | -        |

| \| Municipi \| Comarca \| Alcaldable \| Vots \| % \| Regidors \| Govern \| \| ----------- \| ------------ \| ------------------------- \| ----- \| --- \| -------- \| -------- \| \| Vic \| Osona \| Josep Anglada i Rius \| 1.193 \| 8,8 \| 2 / 21 \| Oposició \| \| El Vendrell \| Alt Penedès \| Israel Carrion Carballido \| 247 \| 1,9 \| 0 / 21 \| - \| \| Santa Oliva \| Baix Penedès \| Gisela Lopez Pavon \| 4 \| 0,2 \| 0 / 11 \| - \| \| Barcelona \| Barcelonès \| Juan Marín Muñoz \| 206 \| 0,0 \| 0 / 41 \| - \| |              |                           |       |     |          |          |
| Municipi | Comarca      | Alcaldable                | Vots  | %   | Regidors | Govern   |
| Vic | Osona        | Josep Anglada i Rius      | 1.193 | 8,8 | 2 / 21   | Oposició |
| El Vendrell | Alt Penedès  | Israel Carrion Carballido | 247   | 1,9 | 0 / 21   | -        |
| Santa Oliva | Baix Penedès | Gisela Lopez Pavon        | 4     | 0,2 | 0 / 11   | -        |
| Barcelona | Barcelonès   | Juan Marín Muñoz          | 206   | 0,0 | 0 / 41   | -        |

| Municipi    | Comarca      | Alcaldable                | Vots  | %   | Regidors | Govern   |
| ----------- | ------------ | ------------------------- | ----- | --- | -------- | -------- |
| Vic         | Osona        | Josep Anglada i Rius      | 1.193 | 8,8 | 2 / 21   | Oposició |
| El Vendrell | Alt Penedès  | Israel Carrion Carballido | 247   | 1,9 | 0 / 21   | -        |
| Santa Oliva | Baix Penedès | Gisela Lopez Pavon        | 4     | 0,2 | 0 / 11   | -        |
| Barcelona   | Barcelonès   | Juan Marín Muñoz          | 206   | 0,0 | 0 / 41   | -        |